# Добринка Корчева
Добринка Корчева е българска поетеса, преводачка и журналистка.

## Биография
Родена е на 3 май 1969 г. в София. Прекарала е първите седем години от живота си в Бургас, родния град на майка ѝ. Родителите на баща ѝ, потомци на старинните полски и руски фамилии Лешчински и Пирогови, са от Одеса. Затова ги водели „белогвардейци“, въпреки че пристигнали в България съвсем малки. Възпитаничка е на Френската езикова гимназия в София и на СУ „Св. Климент Охридски“ – специалност „Славянска филология“. Научните, литературните и културните ѝ интереси са свързани с „изследването на Русия като цивилизация“.
Работила е като журналист и редактор във вестниците „Демокрация“ и „Век 21“. Била е консултант в сп. „Факел“. Главен секретар на Асоциация „България-Русия за демокрация“ и директор на Центъра за изследване на Русия „Андрей Сахаров“.
Съосновател и секретар на неформалния дисидентски интелектуален „Кръг 39“ (1987), организирал през 1990 г. в Националната библиотека „Св. св. Кирил и Методий“ изложбата „Българският самиздат“. В края на 90-те години става член на постмодерната формация „Рамбо 13“.
Като журналист работи в таблоидите „Шок“ и „Шоу“.

## Творчество
Превела е много статии на руски дисиденти, емигранти, правозащитници, културолози и литературоведи, както и стихове на Йосиф Бродски, Осип Манделщам и Борис Поплавски, разкази от Владимир Набоков и романа му „Камера обскура“, откъси от романи на Владимир Сорокин и Борис Поплавски.
Автор е на много статии и изследвания за Осип Манделщам, Марина Цветаева, Даниил Хармс и групата „Обериу“, Александър Солженицин, Владимир Набоков, Едуард Лимонов, Владимир Сорокин, Евгений Харитонов, Борис Поплавски, публикувани в списанията „Панорама“, „Изток-Изток“, „Факел“ и „Демократически преглед“, и вестниците „Век 21“, „Демокрация“, „Литературен форум“ и „Литературен вестник“.
Нейни стихове са отпечатвани във „Век 21“, „Мост“, „Глас“, „Литературен форум“, „Литературен вестник“, унгарското списание „Култура“, превеждани са на унгарски и френски език.
Работи върху дисертация за „посмъртната съдба“ на рано починалия в Париж руски писател-емигрант Борис Поплавски.

## Награди
- Носител на националната награда за дебют „Южна пролет“ (1992 – за стихосбирката „Ловци на кехлибар“)
- Носител на наградата на фондация „Лео Толстой“ (Париж) (за стихосбирката „Скитски скафандър“)